# Palet

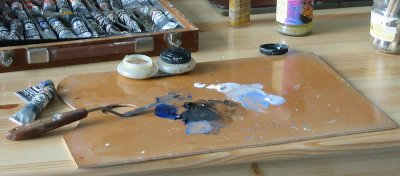
Modern palet met paletmes en bakjes voor medium. De kleuren zijn ultramarijn, gebrande omber en zinkwit

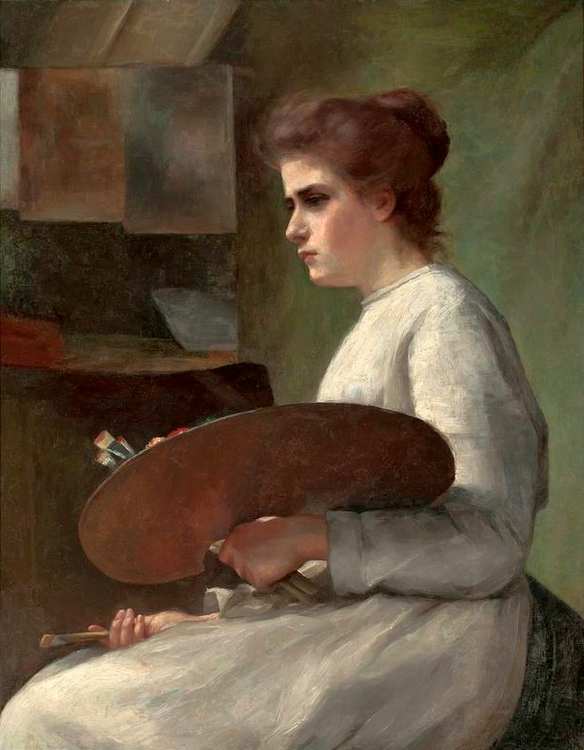
Zelfportret met groot ovaal palet van de Poolse kunstschilder Aniela Poraj-Biernacka (1858 - 1919)

Een palet is een dunne houten plank, meestal goed in de lak, waarop een kunstschilder de verf kan mengen. In het palet zit meestal een gat waar de schilder zijn of haar duim doorheen kan steken. 
De vorm is traditioneel rond, maar tegenwoordig ook vaak rechthoekig. De houtkleur is traditioneel donker, maar een lichte kleur kan in de modernere schilderkunst voordelen bieden; de kleurwaarneming hangt immers sterk af van de omgeving.  Daarom geven schilders vaak ook de voorkeur aan een palet van licht hout.
De verf uit de tube wordt in hoopjes op het palet aangebracht. Daarna zullen over het algemeen verschillende kleuren door elkaar gemengd worden met een kwast of met een paletmes. Een rechtshandige schilder laat het palet op zijn linkerarm rusten, zodat de rechterhand vrij gebruikt kan worden om de verf op te nemen en op het kunstwerk aan te brengen.
Een hulpmiddel voor het werken met een palet zijn kleine bakjes die op het palet geschoven kunnen worden om daarin schildersmedium of terpentijn te gieten dat gebruikt wordt voor het verdunnen van de verf.
Een palet wordt vaak jarenlang gebruikt, zodat het uiteindelijk vol zit met verfresten. Toch zijn schilders vaak gehecht aan hun oude palet.

## Afscheurpalet
Naast de houten paletten die langdurig gebruikt worden, bestaan afscheurpaletten. Deze zijn  aan de onderzijde van stevig karton gemaakt, waarop een vellen geprepareerd papier zijn vastgelijmd. Op dat papier kan de verf gemengd worden. Als de schilder klaar is, kan het bovenste vel papier worden afgescheurd en kan een schoon begin worden gemaakt op het volgende papier.

## Alternatieven
Sommige schilders, met name die heel groot werken, gebruiken een tafelblad of de bovenkant van een kast om verf op te mengen. Voor waterverf wordt een palet gebruikt waar het water niet vanaf kan lopen, dat bijvoorbeeld verdiepte vakjes bevat. 

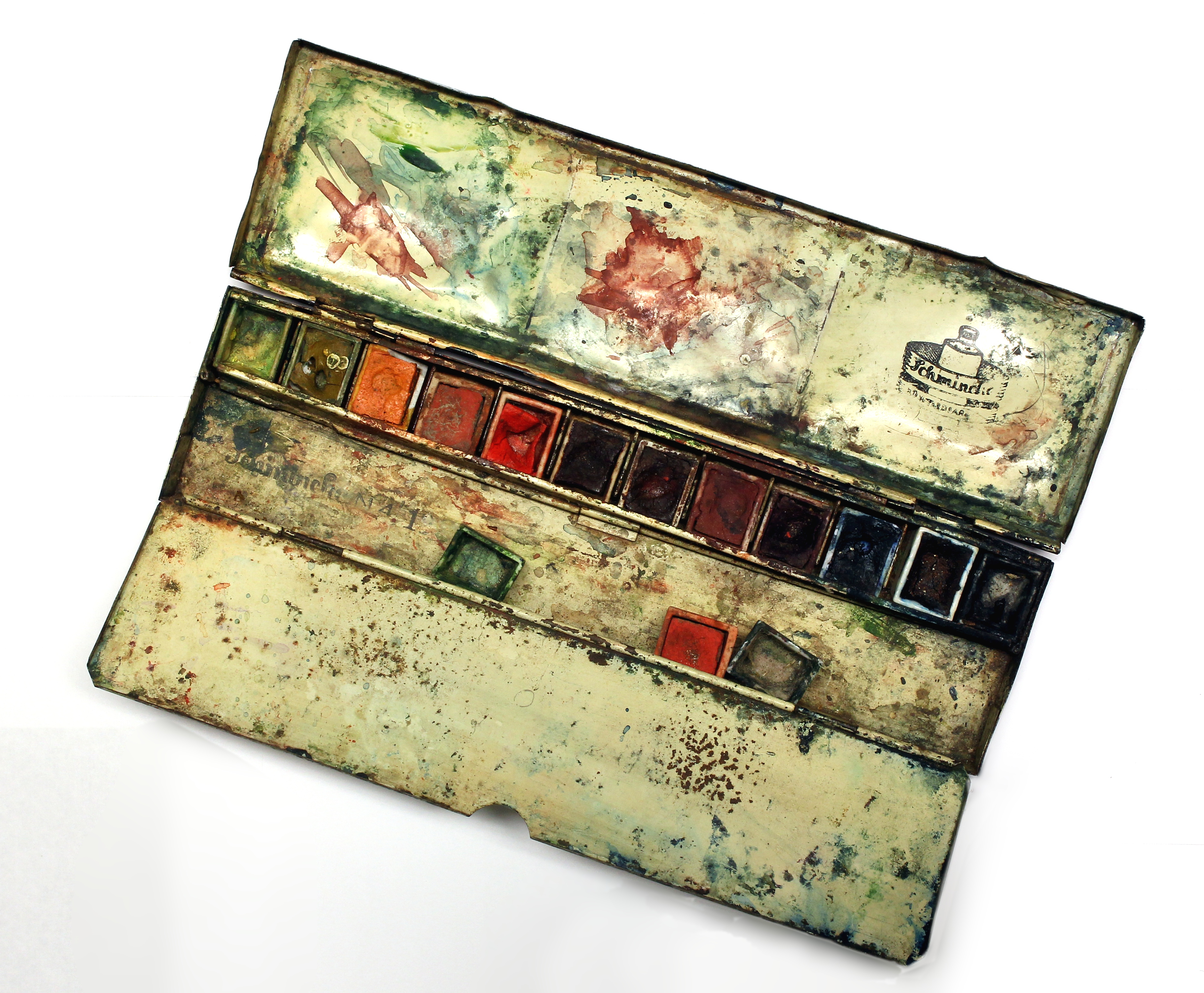
Doos met napjes aquarelverf en mengmogelijkheid
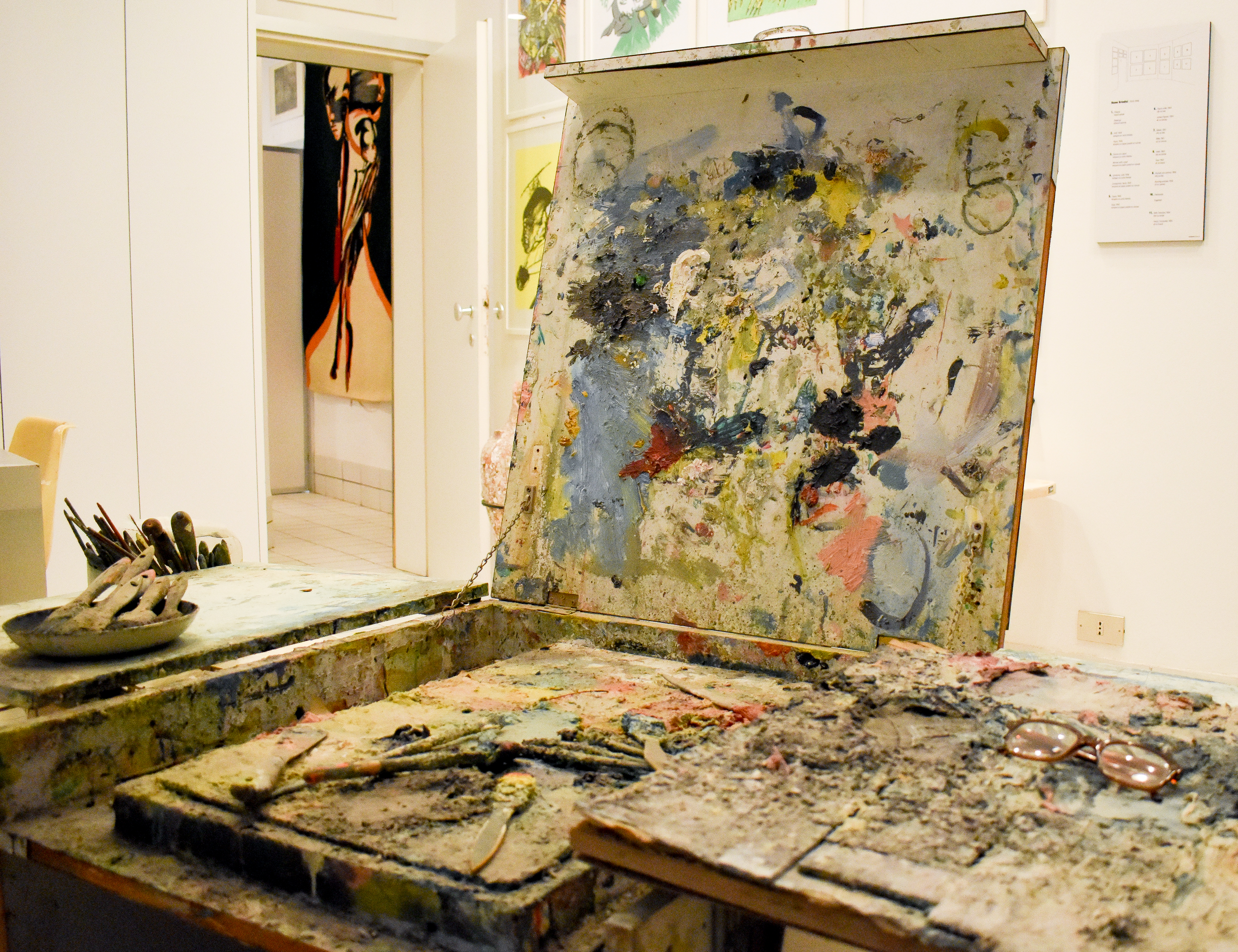
Mengtafel van de Italiaanse schilder Remo Brindisi (1918 – 1996)

## Andere betekenissen
Met palet wordt ook soms het kleurengamma genoemd dat een schilder of kunstenaar gebruikt. In de software wordt met palet vaak een hulpmiddel genoemd waarmee een bepaalde kleur door het aan te klikken kan worden gekozen.